# Санта-Рита-д’Уэсти
Санта-Рита-д’Уэсти (порт. Santa Rita d'Oeste) — муниципалитет в Бразилии, входит в штат Сан-Паулу. Составная часть мезорегиона Сан-Жозе-ду-Риу-Прету. Входит в экономико-статистический микрорегион Жалис. Население составляет 2110 человек на 2006 год. Занимает площадь 210,265 км². Плотность населения — 10,0 чел./км².

## История
Город основан 22 мая 1952 года.

## Статистика
- Валовой внутренний продукт на 2003 составляет 28 482 218,00 реалов (данные: Бразильский институт географии и статистики).
- Валовой внутренний продукт на душу населения на 2003 составляет 11 977,38 реала (данные: Бразильский институт географии и статистики).
- Индекс развития человеческого потенциала на 2000 составляет 0,752 (данные: Программа развития ООН).